# Puccinia bewsiae
Puccinia bewsiae ist eine Ständerpilzart aus der Ordnung der Rostpilze (Pucciniales). Der Pilz ist ein Endoparasit des Süßgrases Bewsia biflora. Symptome des Befalls durch die Art sind Rostflecken und Pusteln auf den Blattoberflächen der Wirtspflanzen. Sie ist ein Endemit Malawis.

## Merkmale

### Makroskopische Merkmale
Puccinia bewsiae ist mit bloßem Auge nur anhand der auf der Oberfläche des Wirtes hervortretenden Sporenlager zu erkennen. Sie wachsen in Nestern, die als gelbliche bis braune Flecken und Pusteln auf den Blattoberflächen erscheinen.

### Mikroskopische Merkmale
Das Myzel von Puccinia bewsiae wächst wie bei allen Puccinia-Arten interzellulär und bildet Saugfäden, die in das Speichergewebe des Wirtes wachsen. Aecien oder Spermogonien der Art sind nicht bekannt, gleiches gilt für Uredien des Pilzes oder seine Uredosporen. Die auf Blütenständen und auf Stängeln wachsenden Telien der Art sind schokoladenbraun, pulverig und zusammenfließend. Die goldenen bis hell kastanienbraunen Teliosporen sind zweizellig, bisweilen vertikal septiert, ellipsoid bis breitellipsoid und 34–39 × 24–29 µm groß. Ihre Stiele sind bis zu 90 µm lang.

## Verbreitung
Das bekannte Verbreitungsgebiet von Puccinia bewsiae umfasst lediglich Malawi.

## Ökologie
Die Wirtspflanze von Puccinia bewsiae ist Bewsia biflora. Der Pilz ernährt sich von den im Speichergewebe der Pflanzen vorhandenen Nährstoffen, seine Sporenlager brechen später durch die Blattoberfläche und setzen Sporen frei. Die Art verfügt über einen Entwicklungszyklus, von dem bislang lediglich Telien sowie deren Wirt bekannt sind; Uredien, Spermogonien und Aecien konnten dem Pilz nicht zugeordnet werden.